# Ichneumon opacus
Ichneumon opacus är en stekelart som beskrevs av Peter Friedrich Ludwig Tischbein 1881. Ichneumon opacus ingår i släktet Ichneumon och familjen brokparasitsteklar. Inga underarter finns listade i Catalogue of Life.